# Okres Benešov

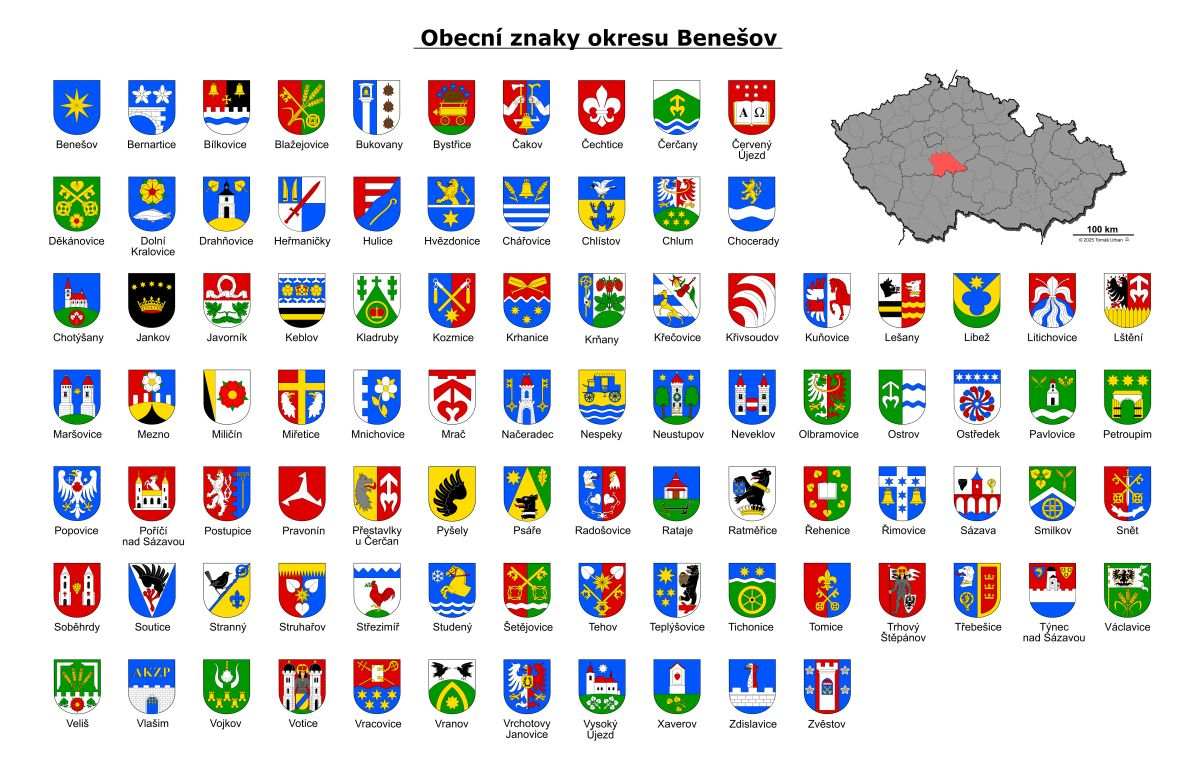
Přehled obecních znaků okres Benešov

Okres Benešov (Benešovsko, též Podblanicko) je druhým nejrozlehlejším okresem ve Středočeském kraji. Rozkládá se v jeho jihovýchodní části. Sídlem dřívějšího okresního úřadu bývalo město Benešov, které je obcí s rozšířenou působností. Kromě jeho správního obvodu okres obsahuje ještě správní obvody obcí s rozšířenou působností Vlašim a Votice.
Rozloha okresu je v současné době asi 1 475 km², do konce roku 2006 však dosahovala až 1 524 km². Počtem obyvatel se okres v rámci kraje řadí mezi průměrně lidnaté. Hustota zalidnění je však po okrese Rakovník druhá nejnižší ve středních Čechách.
V rámci kraje sousedí na západě s okresem Příbram, na severozápadě s okresem Praha-západ, na severu s okresem Praha-východ a na severovýchodě s okresem Kutná Hora. Dále pak sousedí na východě a jihovýchodě s okresy Havlíčkův Brod a Pelhřimov Kraje Vysočina a na jihu s okresem Tábor Jihočeského kraje.

## Správní obvody

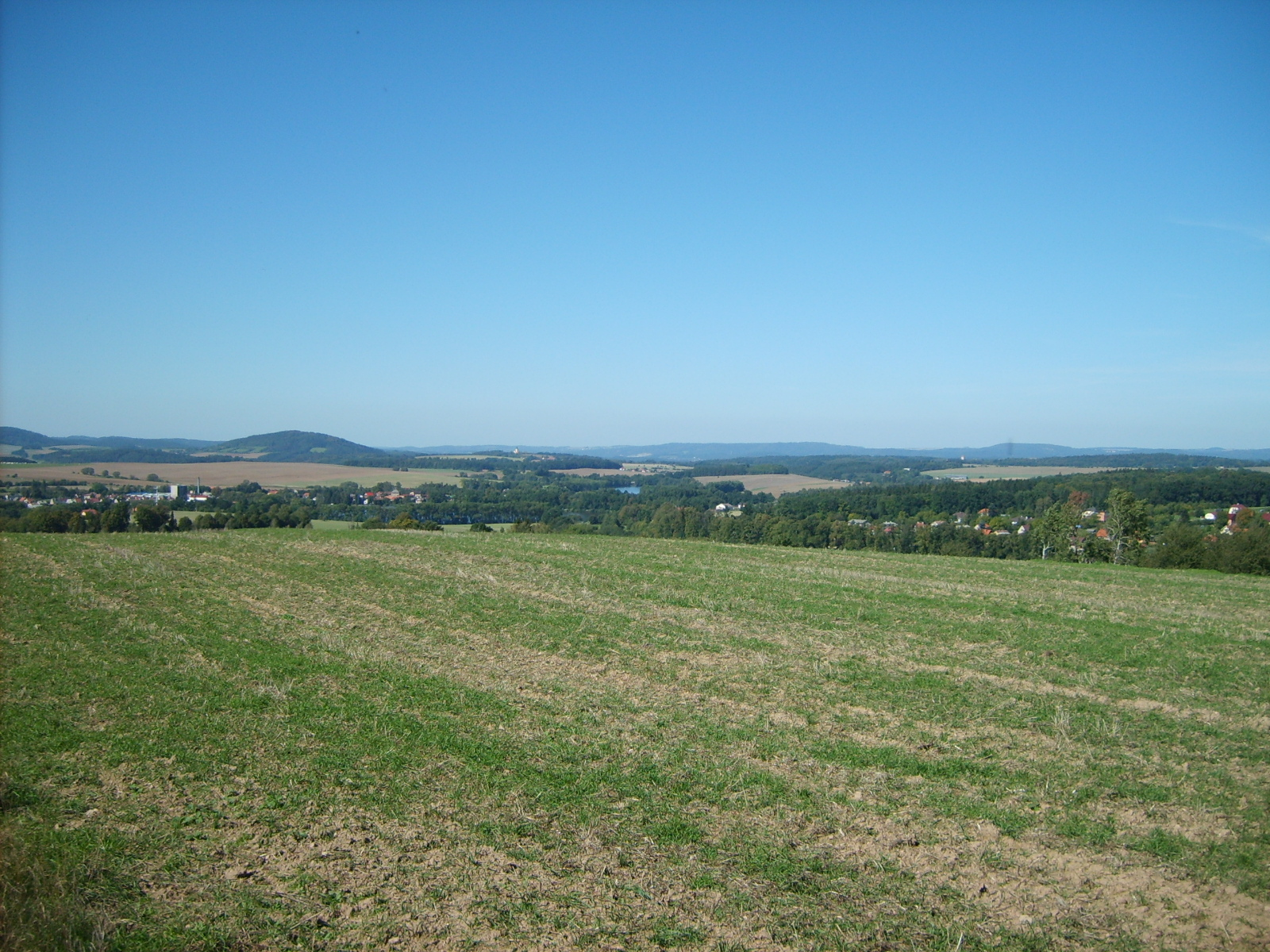
Výhled z kopce nad Bystřicí na krajinu Benešovska s kostelem na Chvojně

Od reformy veřejné správy z 1. ledna 2003 se okres člení na tři správní obvody obcí s rozšířenou působností (ORP), tedy tři přirozená centra okresu, přičemž Vlašim i Votice byly před správní reformou roku 1960 městy okresními, a pět správních obvodů obcí s pověřeným obecním úřadem (POÚ):
- ORP Benešov
  - POÚ Benešov
  - POÚ Sázava
  - POÚ Týnec nad Sázavou
- ORP Vlašim (též POÚ)
- ORP Votice (též POÚ)

## Vývoj územní struktury

### Zaniklá sídla

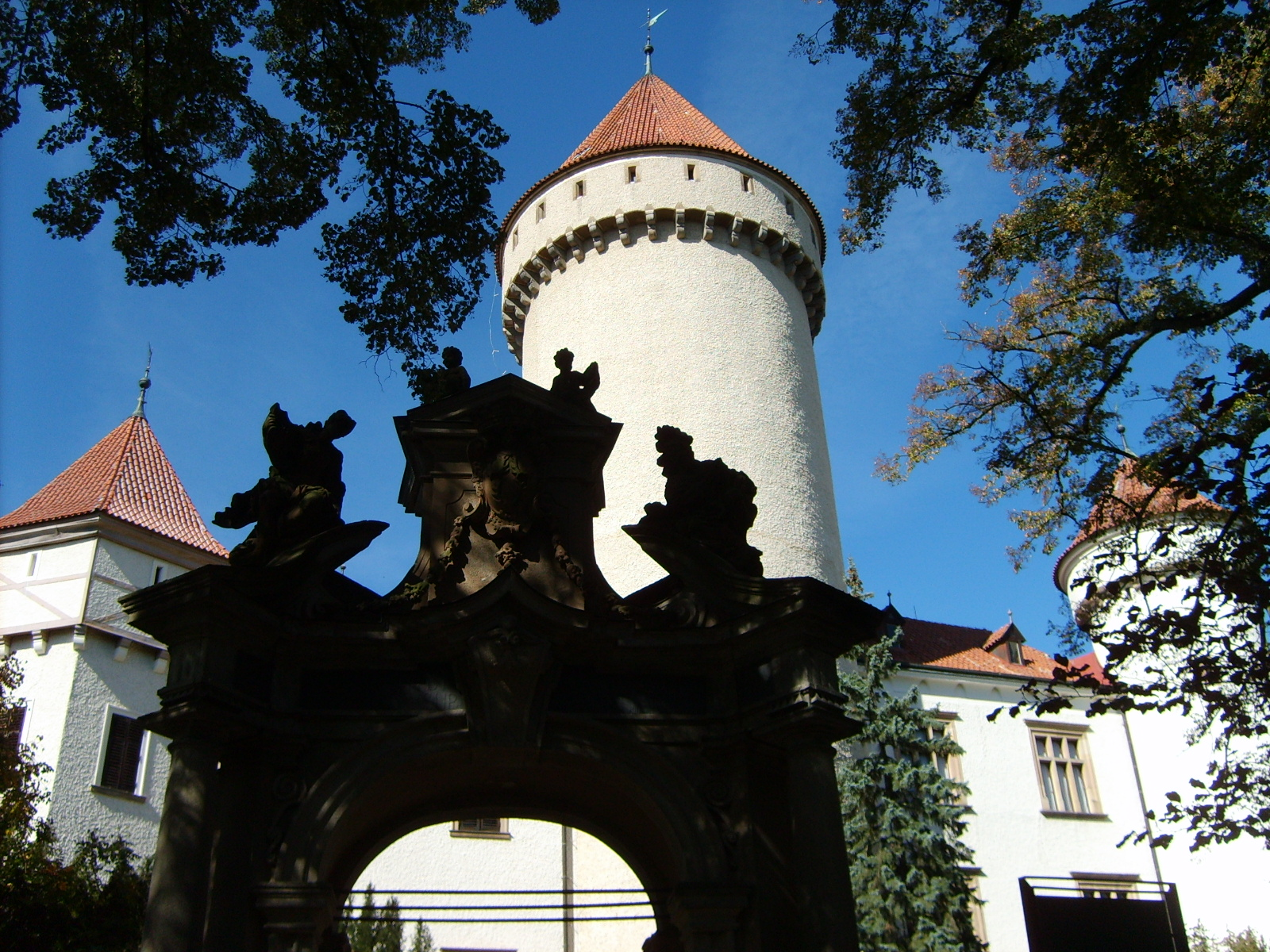
Nejznámější památkou okresu je bezpochyby zámek Konopiště u Benešova

Benešovsko nepatří mezi okresy s vysokým počtem sídel zaniklých ve 20. století. Je to dáno jeho vnitrozemskou polohou a odvěkou převahou českého obyvatelstva. Za zmínku však stojí vytvoření německého vojenského prostoru Waffen-SS za druhé světové války, který sahal od Sázavy až k Sedlčanům. Důvodem vytvoření byl záměr vystěhovat jednu z ryze českých oblastí, a tak oslabit národ. S koncem války se drtivá většina původních obyvatel opět do vybydlených obcí vrátila.
Skutečně tak zřejmě zanikly pouze obce nacházející se v zátopových územích vodních nádrží Slapy (na Vltavě) a Švihov (na Želivce) na protilehlých hranicích okresu. V případě slapské vodní nádrže (dokončené roku 1954) docházelo na území benešovského okresu spíše k zatopení ojedinělých stavení při řece, jediná větší zatopená obec v oblasti, Živohošť, ležela na území dnešního okresu Příbram. Daleko citelněji zasáhla své okolí výstavba vodní nádrže Švihova – Želivky (dokončené roku 1976). Bezprostředně na území Podblanicka zmizelo pod vodou celé městečko (Dolní Kralovice), dále celé obce Libčice a Příseka a část obce Borovsko. Zároveň musela být kompletně přestavěna silniční síť v oblasti, došlo ke změnám v hranicích okresů a byla zastavena železniční doprava v úseku Trhový Štěpánov – Dolní Kralovice.

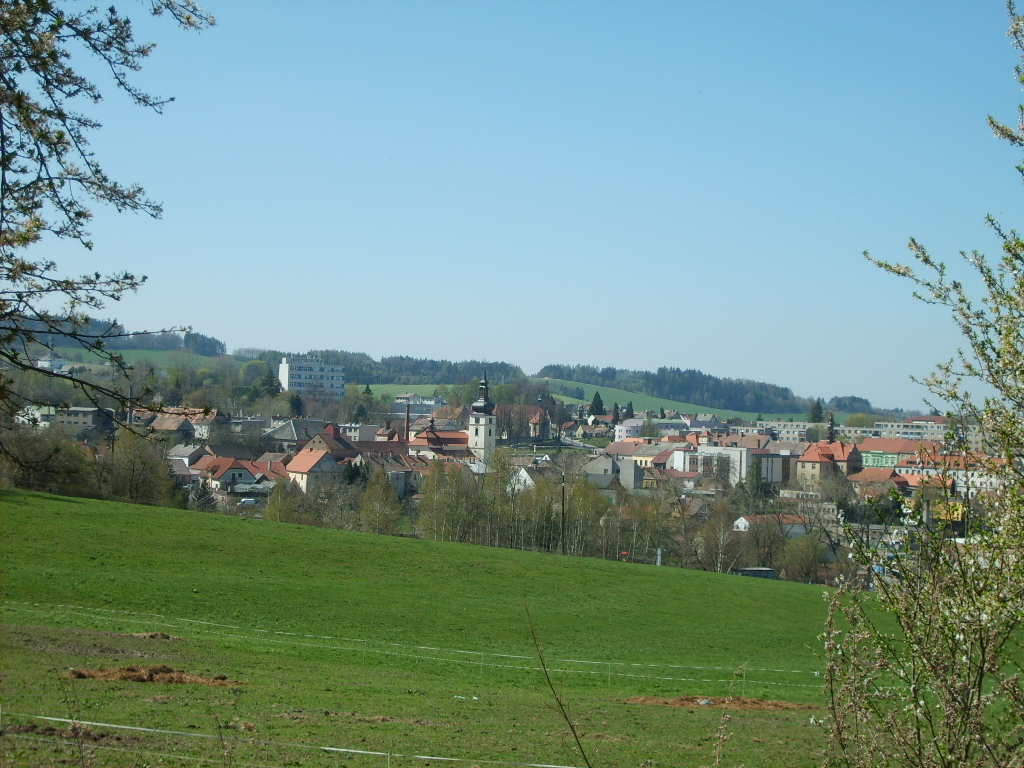
Jednou ze tří obcí s rozšířenou působností je také bývalé okresní město Votice na okraji oblasti nazývané jako Česká Sibiř

### Vývoj hranic okresu
Moderní okres Benešov vznikl na základě reformy územně-správního rozdělení, zakotvené v nové ústavě z 11. července 1960. Došlo ke sloučení celých původních okresů Benešov a Vlašim, ke kterým byly přičleněny další obce z okresů Votice, Říčany, Ledeč nad Sázavou, Praha-východ a Sedlčany. Nově vzniklý celek zahrnoval rozsáhlá území od Vltavy k Želivce a od Sázavy k České Sibiři.
K první změně v územní struktuře došlo již k 31. červenci 1967, kdy byly do okresu z důvodu změn v silniční síti v prostoru plánované přehrady na Želivce začleněny obce Šetějovice, Blažejovice a Snět z okresu Havlíčkův Brod Východočeského kraje, a obce Hulice z okresu Kutná Hora (k 1. lednu 1968).
V souvislosti s rozšiřováním území hl. města Prahy a s tím spojeným úbytkem obyvatel na okresech Praha-východ a Praha-západ došlo k 1. červenci 1974 k dalším změnám, kdy byly dnešní obce Krňany, Vysoký Újezd a Rabyně začleněny do okresu Praha-západ.
Při úpravách hranic okresů k 1. lednu 1996 bylo vyhověno žádostem výše uvedených obcí o navrácení do okresu Benešov. Společně s těmito třemi obcemi přešly k tomuto datu na Benešovsko i Lešany a z okresu Praha-východ Pyšely.
K další změně došlo k datu voleb do obecních zastupitelstev – 12. listopadu 2000. Tehdy bylo do okresu Benešov začleněno město Sázava, které bylo do té doby součástí okresu Kutná Hora. Po této změně dosáhlo Benešovsko největší rozlohy i nejvyššího počtu obyvatel ve své historii.
Konečně poslední změna hranic okresu proběhla k 1. lednu 2007, kdy bylo na základě sjednocování hranic správních obvodů obcí s rozšířenou působností a okresů přečleněno město Sedlec-Prčice do okresu Příbram, a zároveň do okresu Benešov začleněna obec Řehenice z okresu Praha-východ.

### Vývoj počtu obyvatel a obcí

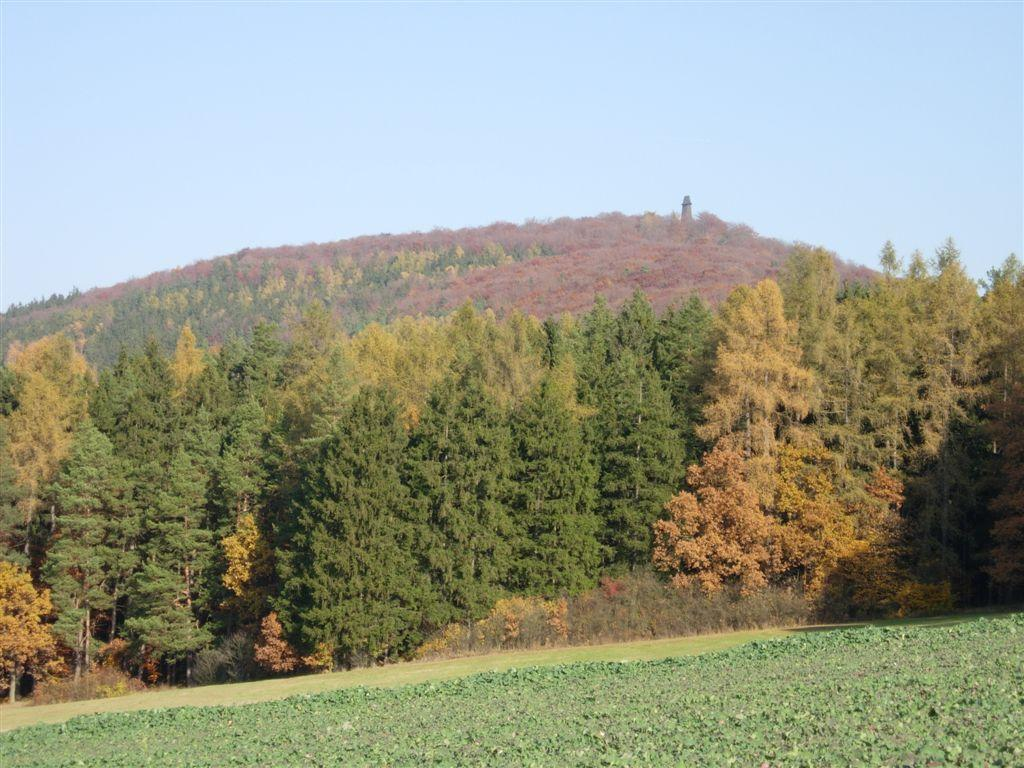
Dominantou celého kraje je bájná hora Velký Blaník (632 m) s rozhlednou

| Rok            | 1961   | 1970   | 1980   | 1991   | 2001   | 2009   | 2017   | 2020   |
| Počet obcí     | 184    | 175    | 76     | 105    | 115    | 114    | 114    | 114    |
| Počet obyvatel | 99 285 | 95 468 | 96 996 | 94 419 | 93 156 | 95 011 | 97 452 | 99 414 |

Vysvětlivky k tabulce:
1. ↑  počáteční stav
2. ↑  největší vlna integrací obcí v roce 1980
3. ↑  opětovná desintegrace
4. ↑  počet obyvatel dle územní struktury k 31. 12. 2005

## Přírodní podmínky

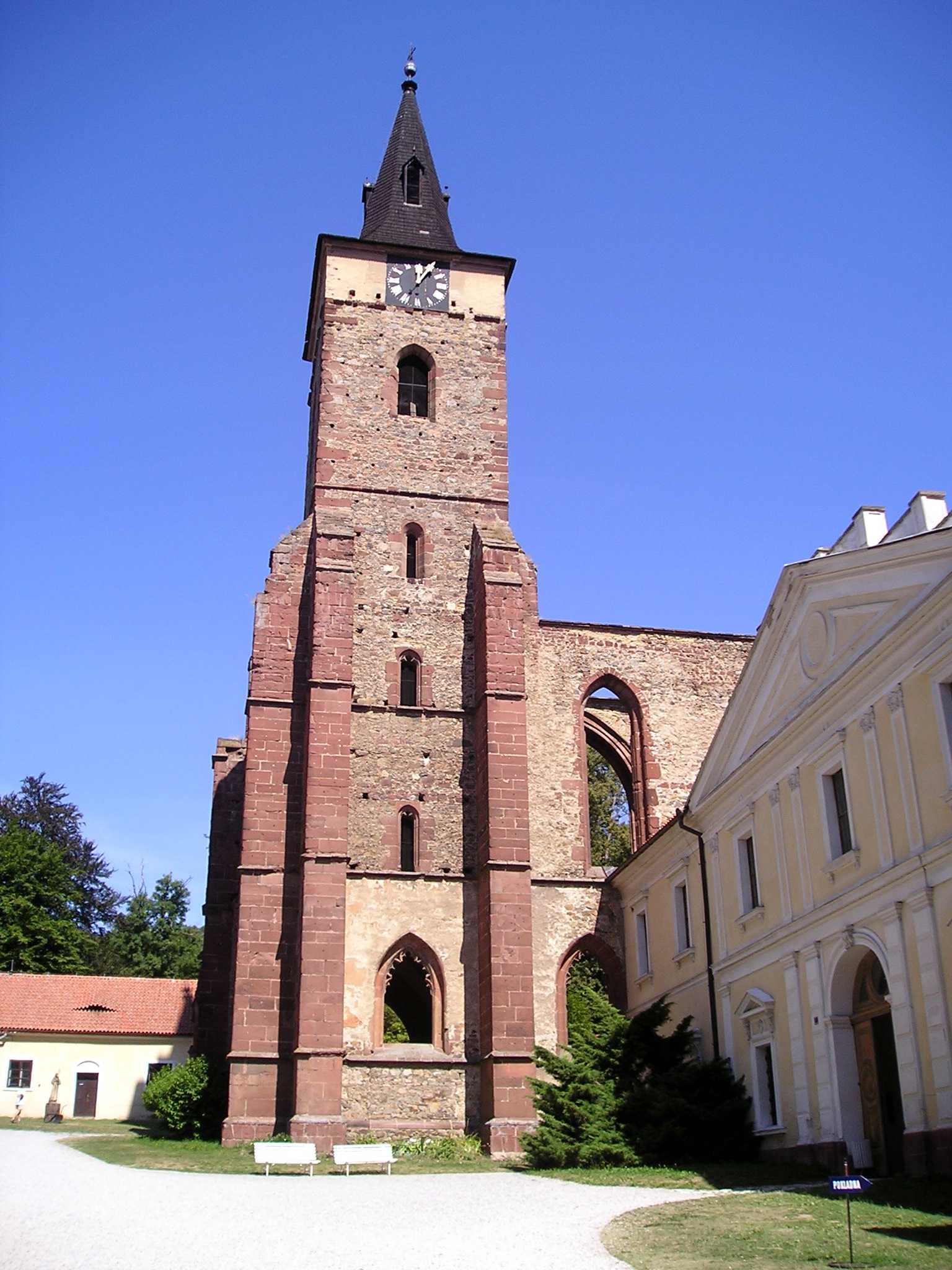
Český čtvrtý nejstarší klášter se nachází ve městě Sázava, kde působil sv. Prokop

### Struktura povrchu
Krajina Benešovska by se pro svůj charakter dala označit jako „typicky česká“. Jde o mírně zvlněnou Středočeskou pahorkatinu s nadmořskými výškami od 200 do 700 m, většina území se však nachází v nadm. výšce přibližně 350–550 m. Nápadnou dominantou krajiny je pověstmi opředená hora Blaník (632 m) nad obcí Louňovice pod Blaníkem. Nejvyšší oblastí okresu je tzv. Česká Sibiř v jeho jižní části (mezi Voticemi a Meznem). V této oblasti se nachází také nejvyšší bod okresu – Mezivrata (713 m) s televizním vysílačem. K Benešovsku také částečně patří členité údolí Vltavy, konkrétně část východních břehů vodní nádrže Slapy. Nejvýše položenou obcí okresu je Miličín (617 m), naopak nejníže leží obce Krhanice na Sázavě (276 m).
K roku 2019 měl okres celkovou plochu 1475 km², z toho 61,3 % tvořila zemědělská půda a 28,1 % lesy.

### Vodstvo

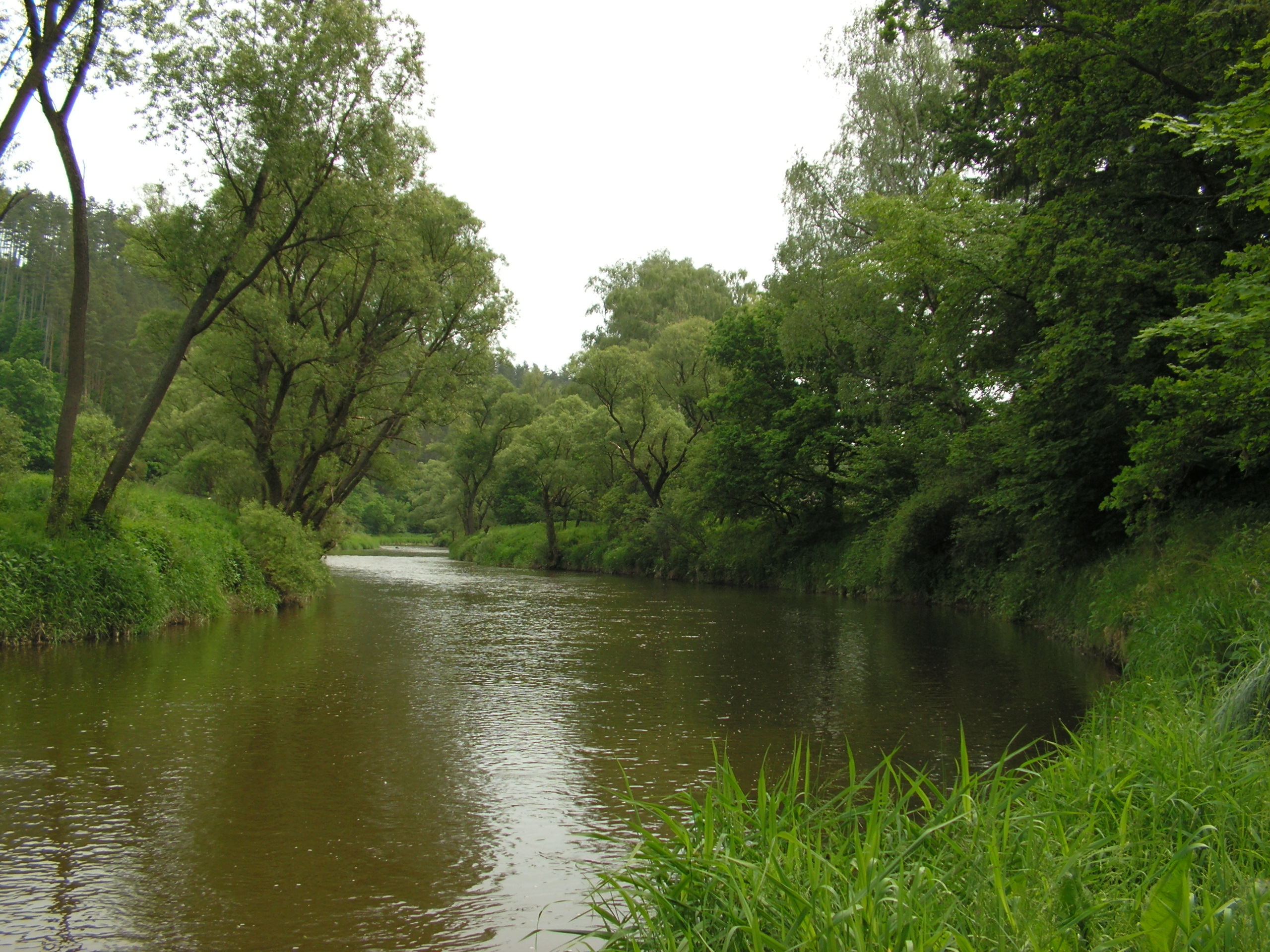
Sázava nad soutokem se Želivkou

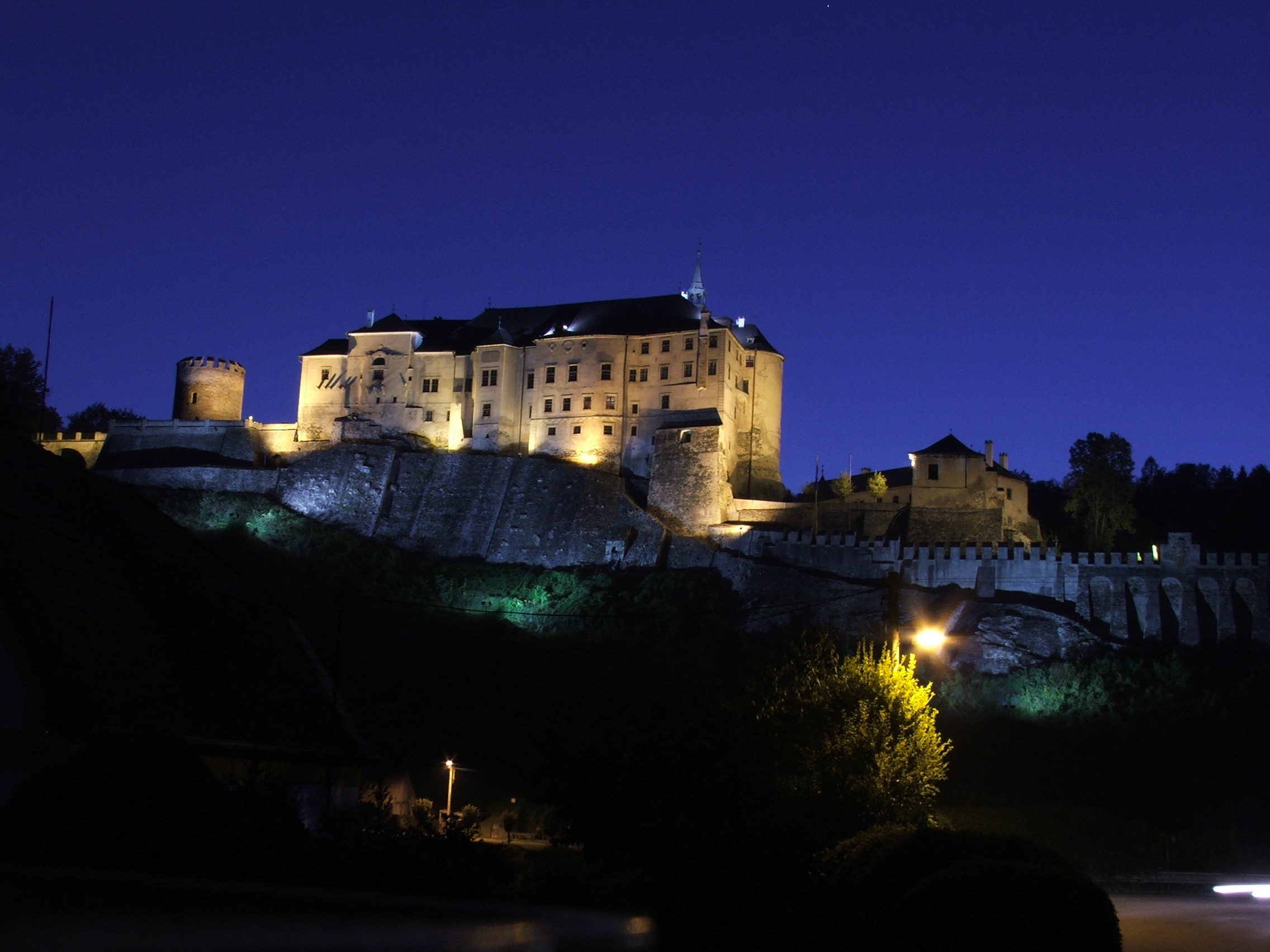
Asi 20 km od Benešova, nad řekou Sázavou se tyčí středověký hrad Český Šternberk

Okres přibližně ohraničují toky řek Vltava, Sázava a Želivka. Řeka Vltava tvoří jen asi na 18 km přirozenou západní hranici Benešovska. V celé této délce je vzduta vodami vodních nádrží Slapy (1 390 ha) a Štěchovice.
Sázava protéká okresem 74 km ve východozápadním směru a je mnohokrát přerušena různými okresními hranicemi. Na jejím toku není vystavěna žádná přehrada. Protéká městy Týnec nad Sázavou a Sázava. Nedlouho po opuštění okresu se u Davle vlévá zprava do Vltavy.
Nejvýznamnějším přítokem Sázavy je Želivka, která tvoří část východní hranice okresu. Protéká jím v délce 20 km, ze kterých pouze poslední 4 km před soutokem nejsou vzduty přehradou. Zbývajících 16 km je tvořeno vodní nádrží Švihov (1 490 ha), zásobárnou pitné vody pro Prahu a střední Čechy s přísným hygienickým režimem.
Jako poslední vodní tok lze jmenovat říčku Blanici, přítok Sázavy, která protéká okresem v délce 37 km. Pramení na Táborsku, severně od Chýnova, na území okresu se dostává u obce Kamberka. Na jejím toku dále stojí obce Louňovice pod Blaníkem, Ostrov (okres Benešov), Ctiboř (okres Benešov) a Libež. Nejvýznamnějším sídlem na jejím toku je město Vlašim.
Mezi další vodní plochy patří rybníky – na Benešovsku se vyskytují zejména mezi Benešovem a Voticemi a mezi Neveklovem a Týncem nad Sázavou. Největším rybníkem okresu je Podhrázský rybník v katastru obce Olbramovic, tento je také přírodní reservací.

### Nerostné bohatství
Okres Benešov je velmi chudý na jakékoliv nerostné zdroje. Z nerostných surovin lze jmenovat pouze kámen, který se v menším množství těží u Sázavy.

### Památné a významné stromy
Z významných stromů okresu lze jmenovat:
- největší lípa: Krchlebská lípa (obvod 800 cm), poražena po válce
- největší živá lípa: Kaplířova lípa (749 cm)
- největší dub: Žižkův dub (887 cm), zanikl před rokem 1989
- největší živý dub: Tloskovský dub (672 cm)
- největší smrk: Trojkmenný Ratměřický smrk (582 cm) †
- nejvyšší smrk: smrk u Komorního Hrádku (346 cm, 40 m) †
- největší živý smrk: Velký mnich na Malém Blaníku (321 cm, 34 m)
- největší jírovec: v Nechybě (437 cm), u Růžkových Lhotic (428 cm)
- největší buk: u Kaliště (661 cm)
- největší klen: Věžník u Chotýšan (650 cm)
- nejvyšší jalovec: u Monince (7 m) †

## Hospodářství

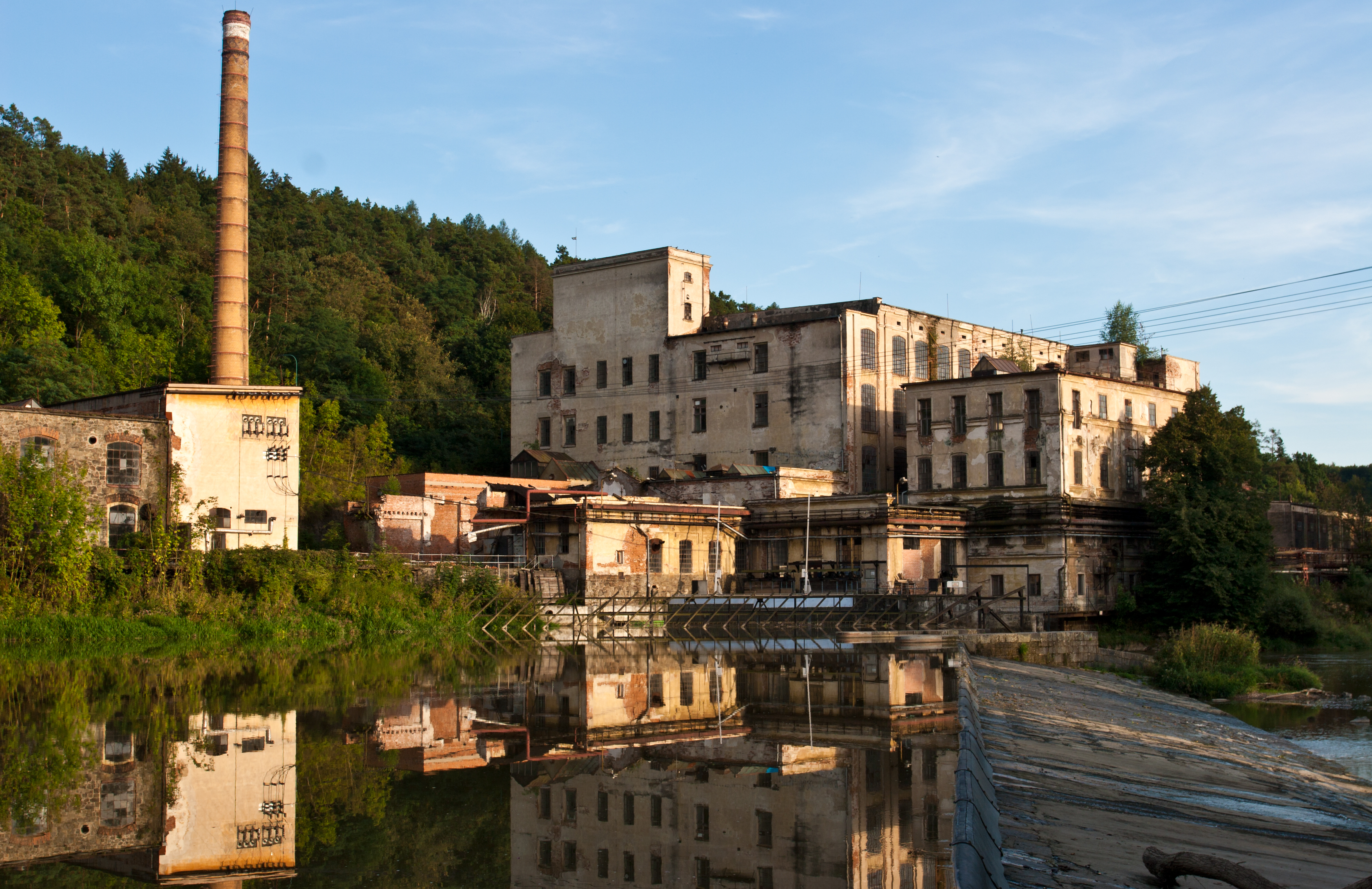
Stará továrna Jawa

### Průmysl

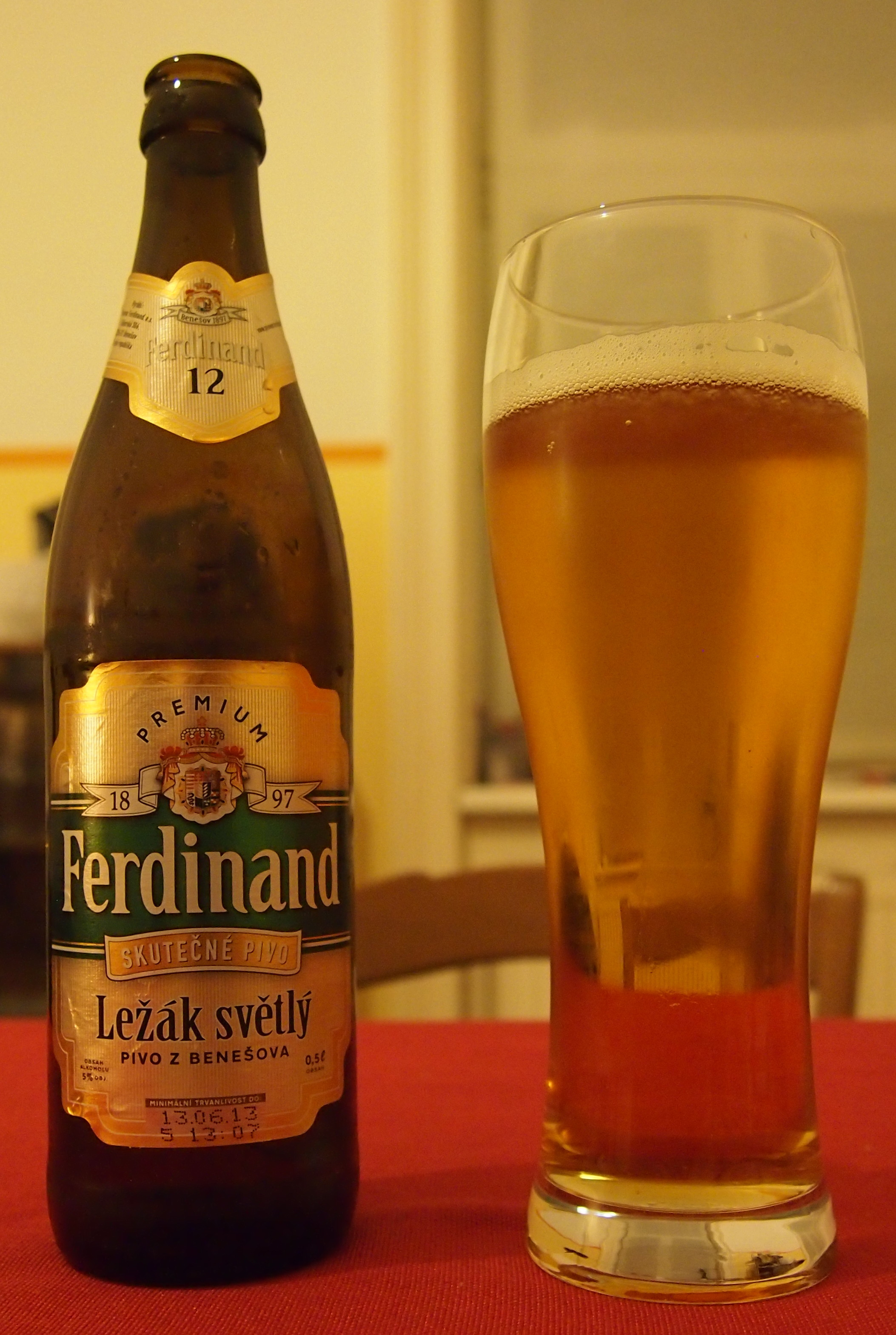
Benešovské pivo Ferdinand

Přibližně do poloviny 20. století mělo Benešovsko ryze zemědělský charakter. S nástupem socialismu došlo však i na Benešovsku k částečné industrialisaci. V současnosti patří mezi nejvýznamnější průmyslová odvětví okresu potravinářství, strojírenství a stavebnictví. Zastoupeno je také sklářství (sklárny v Sázavě), elektronika (Benešov) a hutnictví (výroba hliníkových a ocelových odlitků v Týnci nad Sázavou). Mezi nejvýznamnější strojírenské podniky okresu patří zbrojovka Sellier & Bellot ve Vlašimi, Hydraulika v Benešově a Jawa v Týnci nad Sázavou. Z potravinářských provozů lze jmenovat jednoho z největších zaměstnavatelů na okrese – Rabbit Trhový Štěpánov (zpracování králičího a drůbežího masa) a dále mlékárnu Danone a pivovar Ferdinand v Benešově.

### Zemědělství
I přes rozvoj průmyslu v posledních 50 letech má zemědělská výroba na Benešovsku stále své důležité místo. Velká zemědělská družstva (nástupnické organizace původních JZD) sídlí např. v Bystřici, Čechticích, Ratměřicích, v Ostředku, v Trhovém Štěpánově, atd. Dále na území okresu hospodaří větší množství soukromě hospodařících zemědělců. Rostlinná výroba produkuje zejména obiloviny, řepku a ve vyšších polohách i brambory. Za zmínku stojí nejkapacitnější silo v ČR ve Zdislavicích u Vlašimi, které je dominantou širokého okolí. V živočišné výrobě je zastoupen jak chov skotu, tak chov drůbeže a drobného zvířectva. Na Konopišti a v Líšně u Bystřice se nacházejí chovné rybníky.

## Doprava

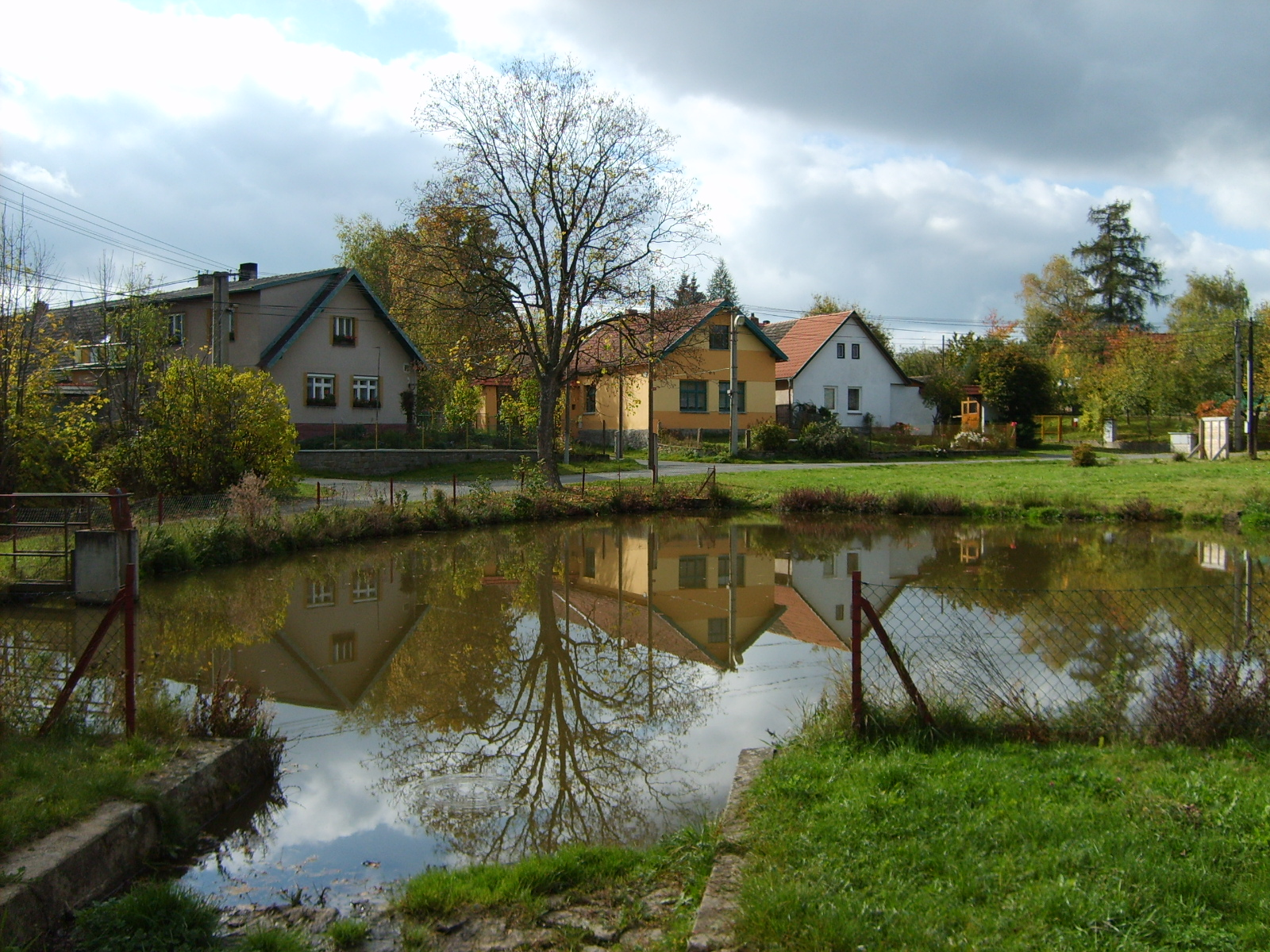
Děkanovice jsou typickou malou vsí zasazenou do okolní krajiny

### Silniční doprava
Okresem prochází dva velmi významné silniční tahy – dálnice D1 a silnice I/3. Jihozápadní částí okresu prochází v délce 10 km ještě silnice I/18 z Rožmitálu pod Třemšínem do Votic.
Dálnice D1 byla na území celého okresu Benešov zprovozněna dne 8. července 1977. Tomu ale předcházelo pět let výstavby před válkou, která byla později přerušena, a na kterou bylo v poněkud pozměněných projektech opět navázáno na počátku 70. let. Délka dálnice na území okresu je 46 km a je na něm šest sjezdů (ve směru od Prahy: Hvězdonice, Ostředek, Šternov, Psáře, Soutice a Loket). V Bernarticích u Dolních Kralovic je oddělení dálniční policie a údržby dálnice. Za zmínku stojí most přes Sázavu u Hvězdonic a nedokončený most přes Čechtický potok u Keblova, jehož stavba byla zahájena počátku druhé světové války, ale byl dokončen pouze do poloviny a později skoro až k mostovce zaplaven vzdutím švihovské přehrady.
Z dálnice D1 odbočuje v Mirošovicích na Praze-východ silnice I/3. Její původní trasa (dnes silnice II/603 – tzv. „Stará Benešovská“) vede přímo z Prahy přes Kamenici a Nespeky do Poříčí nad Sázavou, kde se na silnici I/3 napojuje. Úsek z Mirošovic do Poříčí byl vystavěn až spolu s prvním úsekem D1 v roce 1971. Okresní město Benešov silnice obchází západní přeložkou, po obchvatu obchází Bystřico, Olbramovice a Votice, za kterými stoupá až k nejvyššímu bodu okresu. Poté prudce klesá do Miličína, za kterým se napojuje na dálnici D3. Na silnici je zejména mezi Mirošovicemi a Benešovem velmi hustý provoz, jemuž by měla ulehčit plánovaná dálnice D3. Na území okresu má silnice I/3 délku 42 km, silnice II/603 zatím jen 7 km.

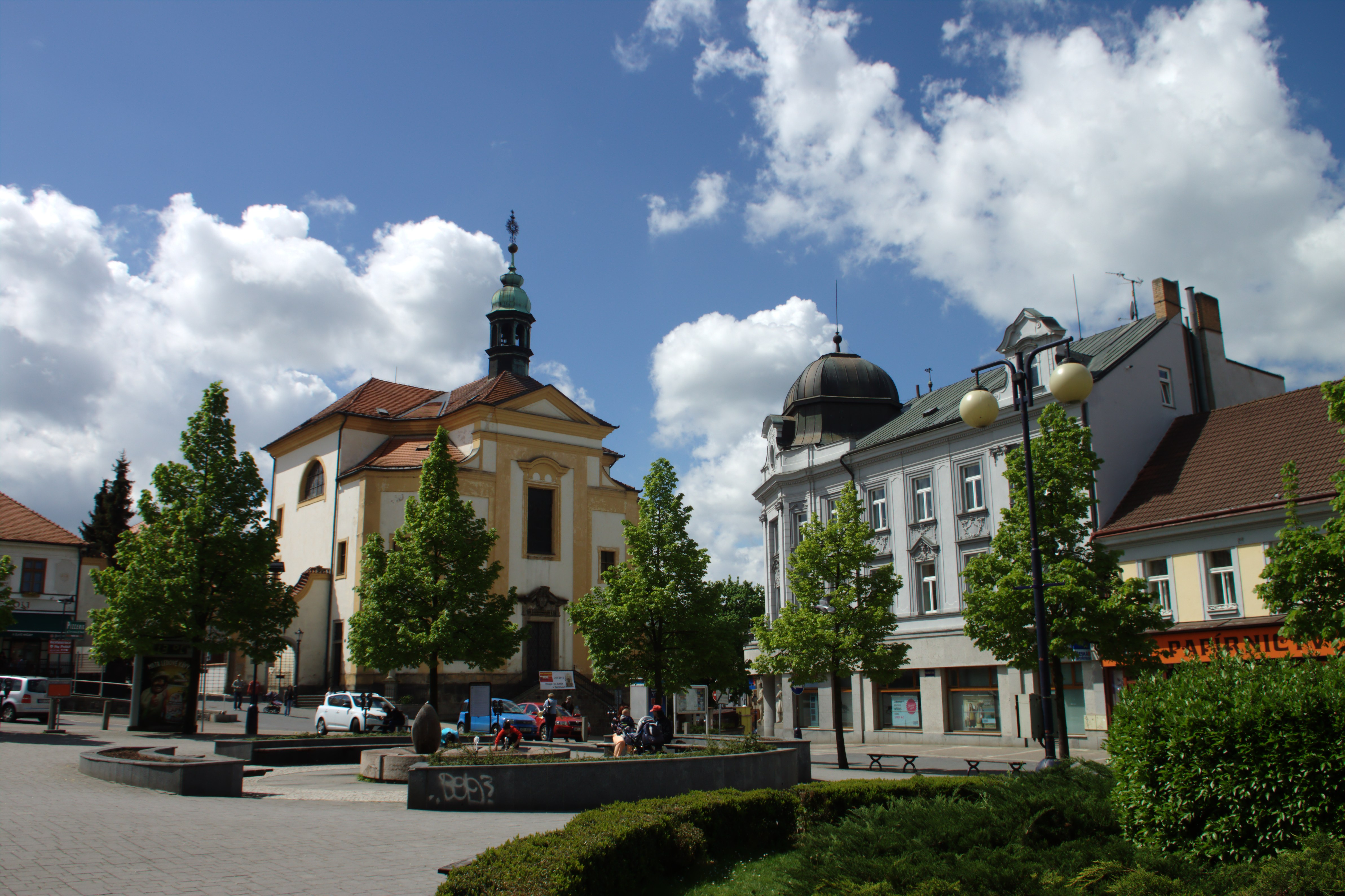
Masarykovo náměstí v Benešově

Nejvýznamnější silnicí II. třídy je silnice II/112 z Benešova přes Vlašim do Pelhřimova, Telče a Želetavy, která bývala před zprovozněním dálnice D1 využívána jako jedna z možností spojení Praha – Jihlava – Brno. Okresem prochází silnice II/105, II/106, II/107, II/109, II/110, II/111, II/112, II/113, II/114, II/121, II/124, II/125, II/126, II/127, II/137, II/150, II/335, II/336 a II/603.
Již dlouhá léta je v plánu stavba středočeského úseku dálnice D3, která by z Pražského okruhu měla překročit Sázavu a pokračovat krajinou okolo Neveklova a Heřmaniček až k hranici kraje do Mezna, kde naváže na již postavenou dálnici vedoucí na Tábor, České Budějovice a Rakousko. Proti výstavbě dálnice protestují ekologická sdružení a tamní obyvatelstvo a chataři.

### Železniční doprava

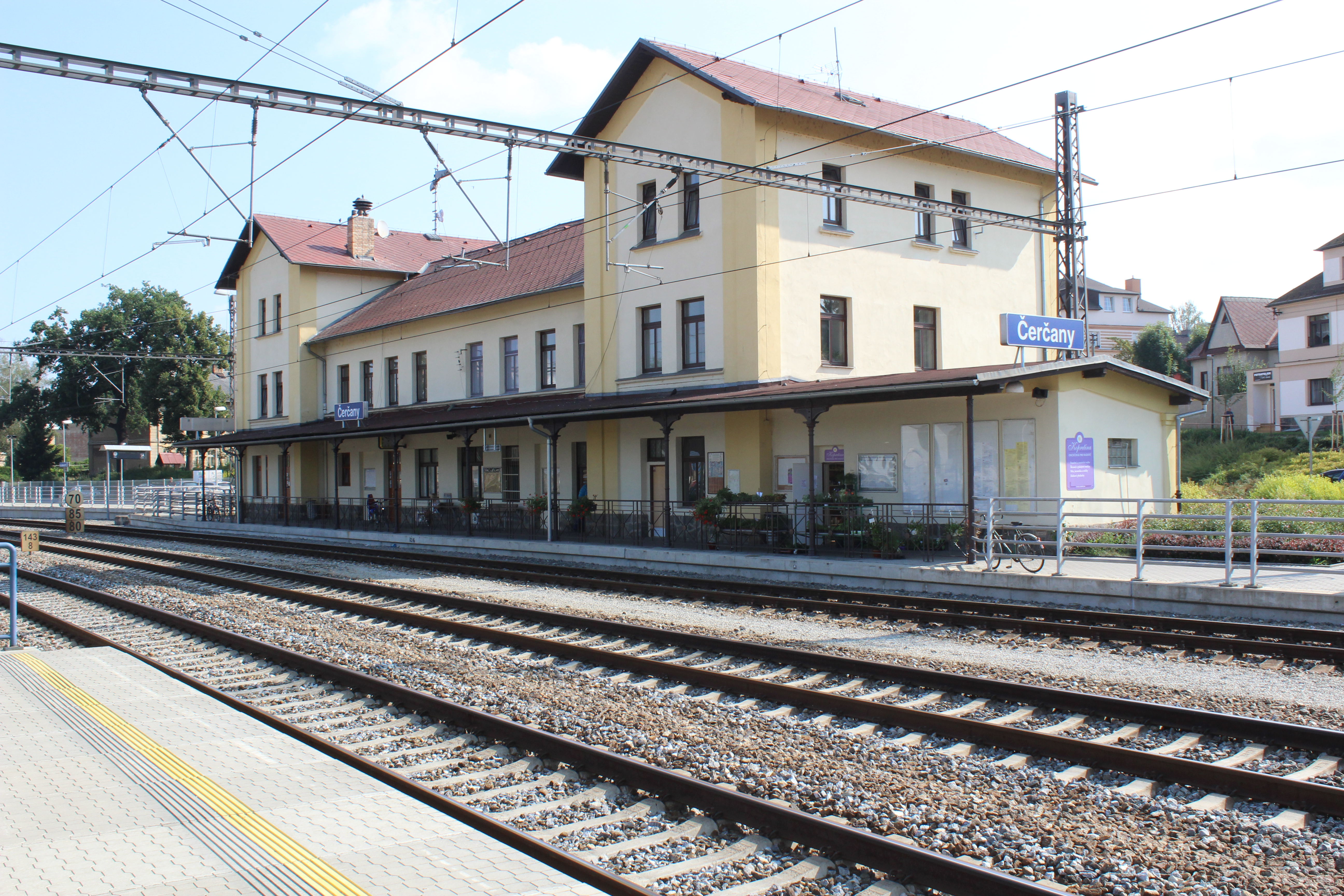
Nádraží v Čerčanech – známý železniční uzel, přes který vede trať 220 do Benešova a Českých Budějovic, končí zde trampy a rekreanty oblíbená trať 221 z Prahy a Vraného nad Vltavou (Posázavský Pacifik) a začíná zde trať 212 do Světlé nad Sázavou

Nejvýznamnější tratí na území okresu je trať 220 Praha – Benešov – Tábor – České Budějovice. Trať, vystavěná jako Dráha císaře Františka Josefa, je nyní dvojkolejná a elektrizovaná. V roce 2010 byla zmodernizována v úseku ze Strančic (prvou stanicí na území okresu jsou Čtyřkoly) do Benešova, roku 2013 byl dokončen úsek Benešov – Votice, v roce 2022 byla dokončena přestavba úseku z Votic do Sudoměřic u Tábora (poslední stanicí na území okresu je Mezno). Cílem rekonstrukce bylo dosáhnout parametry IV. železničního koridoru (do Rakouska). V rámci přestavby došlo ke zkrácení trati o výstavbou několika přeložek včetně osmi tunelů (nejdelší je Zahradnický tunel o délce 1044 m); napřímení trati umožnilo (zejména v úseku jižně od Benešova) výrazné zvýšení rychlosti až na 200 km/h. Po rekonstrukci byly opuštěny některé výpravní budovy (např. v Bystřici, Heřmaničkách nebo Střezimíři) a některé menší a architektonicky nezajímavé objekty byly zbourány (např. v Tomicích, Ješeticích nebo v Mezně). Na trati jsou provozovány vnitrostátní (do Českých Budějovic a Českých Velenic) i mezinárodní rychlíky (do Lince a Vídně), spěšné vlaky (z Tábora, Votic nebo Benešova do Prahy) a samozřejmě osobní vlaky.

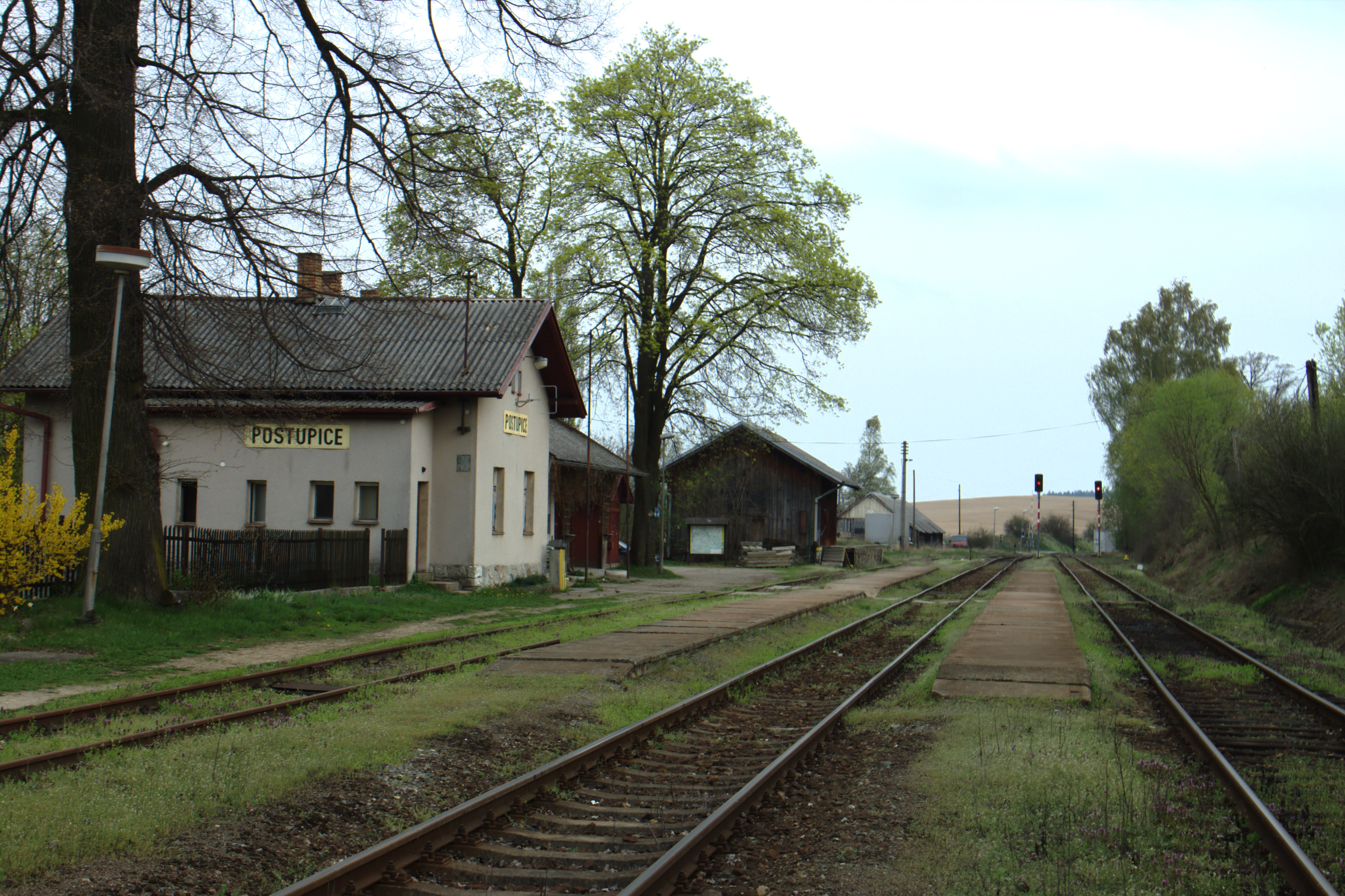
Nádraží v Postupicích

Na Benešovsku se nachází také čtyři lokálky. Z nádraží v Čerčanech vycházejí dvě větve tzv. Posázavského pacifiku – tratě č. 210 (přes Týnec nad Sázavou a Davli do Prahy) a 212 (přes Sázavu a Kácov do Světlé nad Sázavou). Nejvíce jsou tyto tratě vytíženy o víkendech a v turistické sezoně z důvodu koncentrované chatové zástavby při toky Sázavy. Železniční křižovatkou je také nádraží Benešov, vychází odtud trať 222 z Benešova do Vlašimi a Trhového Štěpánova (osobní doprava je provozována jen po Vlašim). Až do 4. srpna 1974 trať pokračovala do Dolních Kralovic, které ale byly zatopeny vodami švihovské vodní nádrže.
Poslední lokálka – trať 223 vychází z žst. Olbramovice do Sedlčan v dnešním příbramském okrese a pro obsluhu okresu tudíž nemá příliš velký význam. Je ukázkou dřívější spádovosti okolí Sedlčan spíše k Benešovu, než k Příbrami, které bylo v roce 1960 uměle změněno novou okresní hranicí. Na území okresu jsou zastávky Vrchotovy Janovice, Voračice a Minartice.

## Cestovní ruch

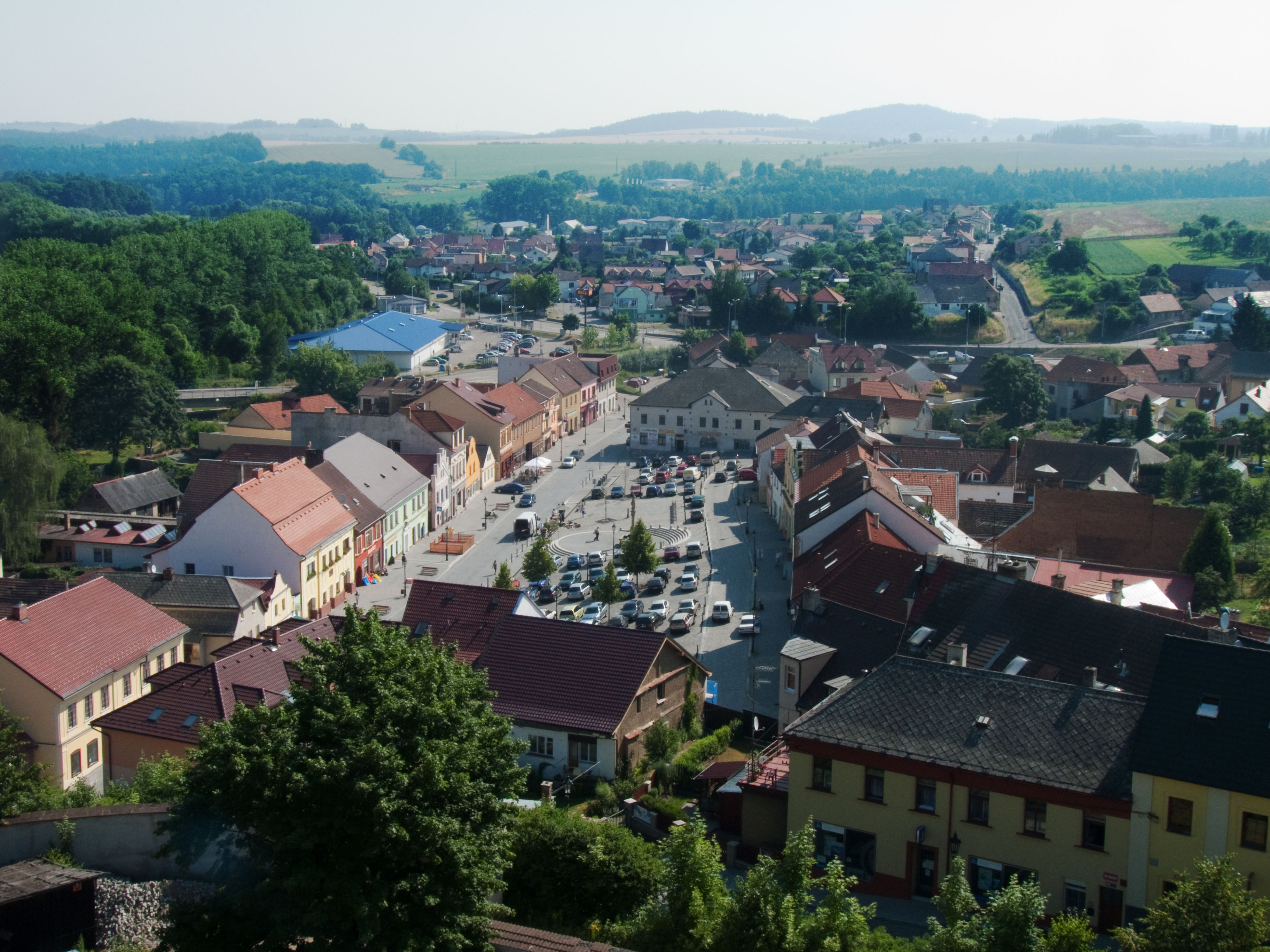
Jednou ze tří obcí s rozšířenou působností je bývalé okresní město Vlašim blízko dominanty okresu – hory Blaníku

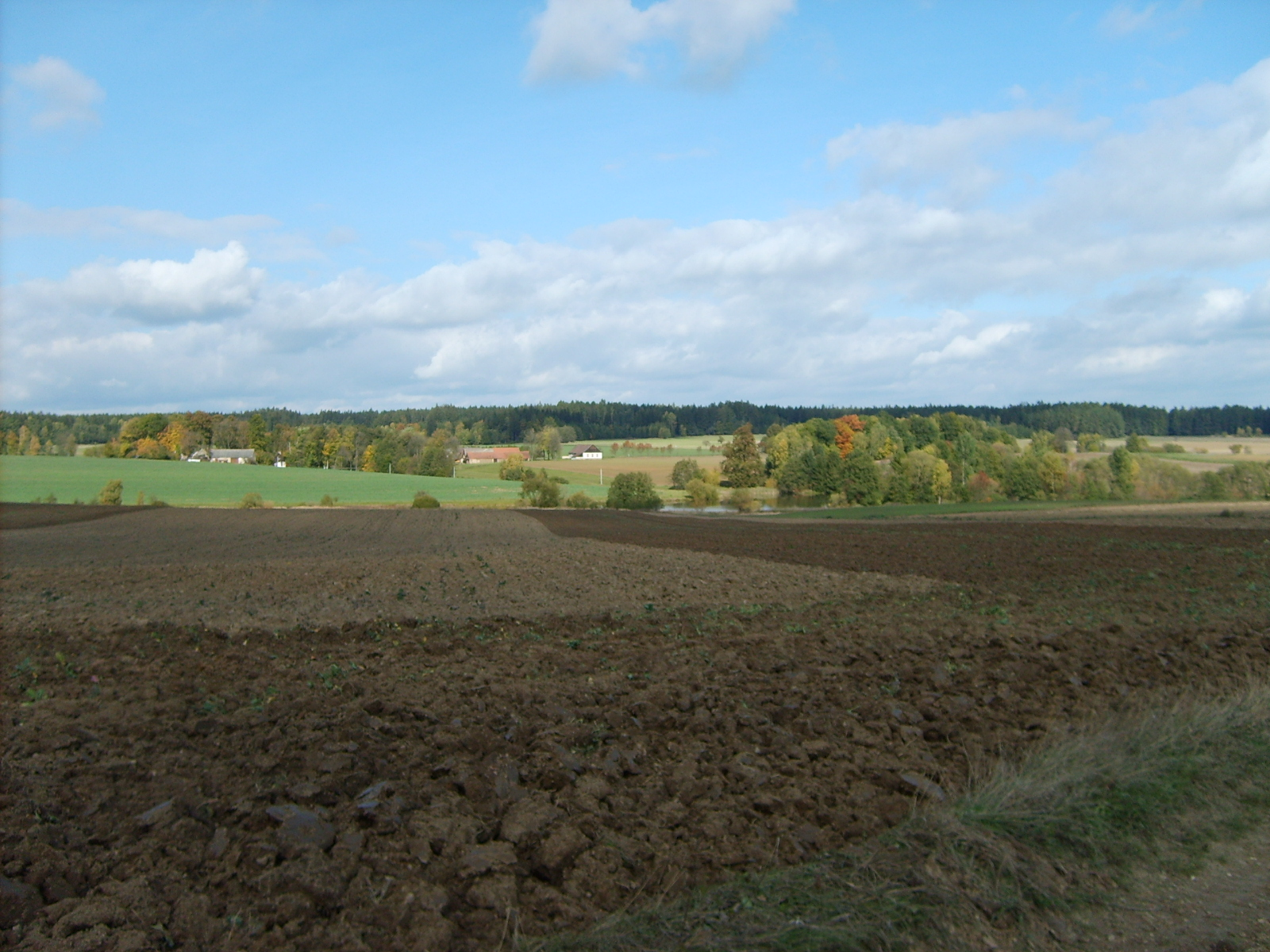
Bramborové pole v jihovýchodní části okresu u Studeného

Benešovsko patří díky své poloze i přírodním krásám mezi nejoblíbenější příměstská rekreační zázemí Pražanů. Mnoho obyvatel hlavního města má na území okresu (zejm. v Posázaví) chaty a chalupy. Díky přívětivé a vyvážené kulturní krajině je okres také velmi vyhledávaným místem pro jednodenní turistiku nebo cykloturistiku. Turisticky nejatraktivnější je zejména okolí Blaníku a okolí Neveklova a Votic. Z nejvýznamnějších stavebních památek okresu lze jmenovat zámek Konopiště (u Benešova) s rozsáhlým anglickým parkem, který patří k nejnavštěvovanějším v Čechách. Dále se sem řadí nově opravený barokní zámek Jemniště u Postupic, gotický hrad Český Šternberk na Sázavě, románský hrad v Týnci nad Sázavou a zámky ve Vrchotových Janovicích, Vlašimi, Růžkových Lhoticích u Čechtic (s expozicí Podblanického muzea o životě a díle Bedřicha Smetany) nebo v Líšně u Bystřice (přístupný jen během zvláštních akcí). Za zmínku stojí také románské kostely v Poříčí nad Sázavou, Kondraci a Pravoníně a zbytky starého kostela na Karlově v Benešově či pozůstatky Sázavského kláštera nebo hradu Stará Dubá u Čerčan. V turisticky nejvyhledávanějších místech okresu existuje síť ubytovacích zařízení, na pobřeží slapské přehrady se nachází také velké kempy – Nová Živohošť, Měřín, Rabyně. Atraktivními cíli jsou i v poslední době budované rozhledny Špulka, Kalamajka (u Javorníku), Na Pasekách (u Trhového Štěpánova) nebo v Nespekách. Okresem prochází hustá síť turistických značených tras o délce přes 700 kilometrů, po kterých jsou vedeny i dálkové trasy jako je Svatojakubská cesty nebo Cesta Česka. Zdejší venkovská krajina a relativní blízkost hlavního města přitáhly na Benešovsko také filmaře desítek filmů a seriálů – nejznámějším zde natočeným filmem je komedie Jiřího Menzela Vesničko má středisková z roku 1985, která se natáčela v Křečovicích. V Benešově a okolí se natáčel seriál České televize Šípková Růženka (2001), ve Vysokém Újezdě nový seriál Hraběnky, na bystřickém nádraží jedna epizoda Bakalářů a na zámku v Líšně dvě epizody seriálu 30 případů majora Zemana.

### Pamětihodnosti
Na území okresu se nachází řada památek. Nejvýznamnějšími jsou národní kulturní památky zámek Konopiště, hrad Český Šternberk a Sázavský klášter. Dále lze uvést např. zámky Jemniště, Komorní Hrádek, Vlašim, Líšno či Vrchotovy Janovice.

### Ochrana přírody
29. prosince 1981 byla v jižní části okresu na ploše 41 km² vyhlášena chráněná krajinná oblast Blaník, jejíž dominantou jsou právě vrcholy Velkého a Malého Blaníku. Sídlo správy CHKO je v Louňovicích pod Blaníkem.
Dalším plošným chráněným územím je přírodní park Džbány-Žebrák na svahu kopce Žebráku u Bystřice. Vyjma těchto území se zde nachází celá řada dalších chráněných území, např. Hadce u Želivky, Ve Studeném nebo Podhrázský rybník.

## Demografické údaje

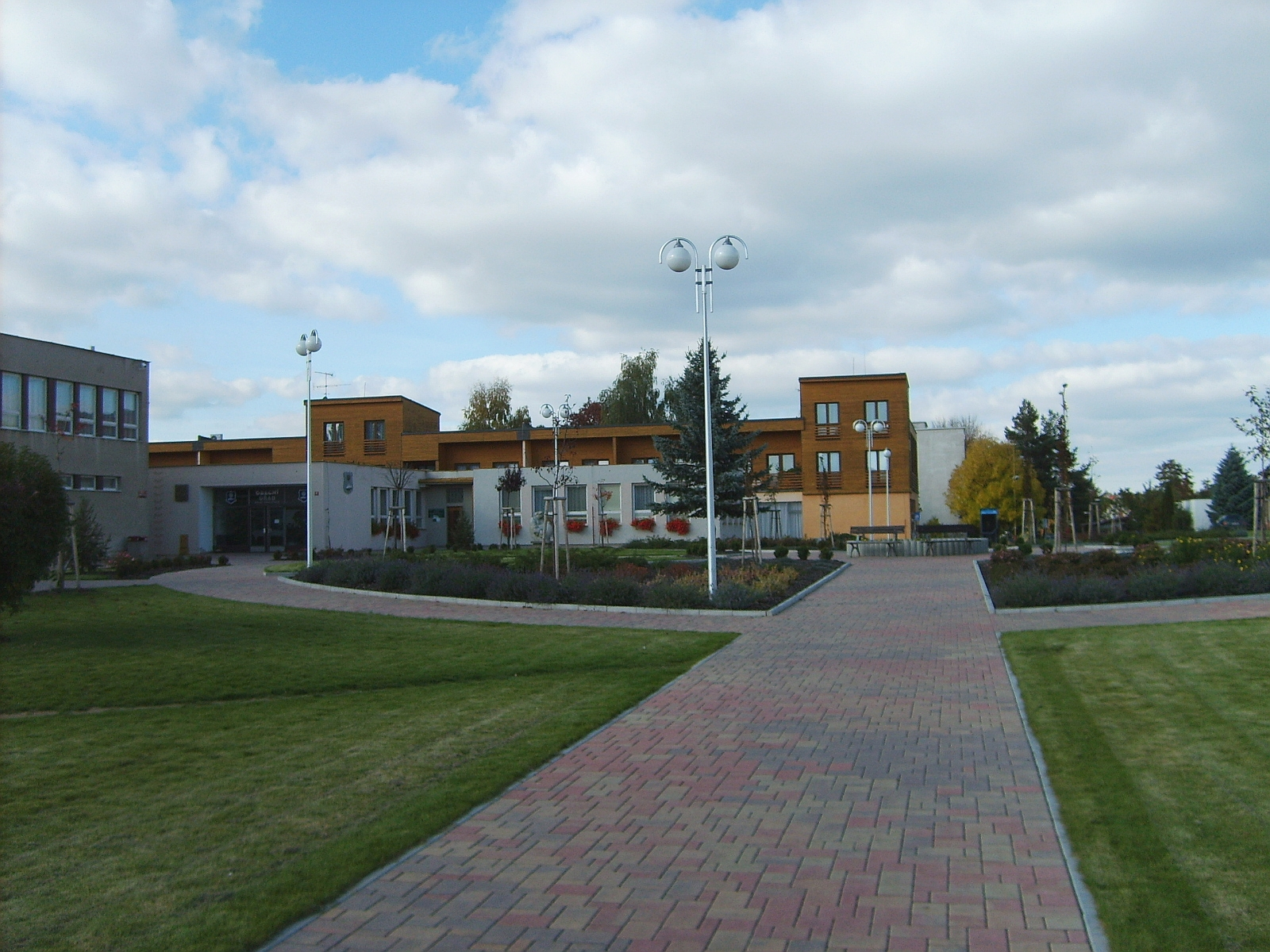
Náměstí v Dolních Kralovicích – jediné obci na Benešovsku vystavěné po válce. Nová obec je náhradou za zbourané a zatopené městečko v údolí Želivky.

### Vývoj počtu obyvatel v městech okresu
| Název města       | 1869  | 1961  | 1980   | 2011/12 | 1.1.2020 |
| ----------------- | ----- | ----- | ------ | ------- | -------- |
| Benešov           | 5 345 | 9 774 | 14 571 | 16 484  | 16 758   |
| Vlašim            | 4 040 | 8 747 | 12 613 | 11 956  | 11 550   |
| Týnec nad Sázavou | 1 614 | 4 500 | 5 473  | 5 561   | 5 739    |
| Votice            | 4 816 | 3 578 | 4 558  | 4 562   | 4 569    |
| Bystřice          | 6 132 | 4 642 | 3 845  | 4 164   | 4 483    |
| Sázava            | 1 862 | 2 285 | 3 637  | 3 800   | 3 734    |
| Čerčany           |       |       |        |         | 2 917    |
| Neveklov          | 4 031 | 2 499 | 2 383  | 2 505   | 2 661    |
| Pyšely            | 1 588 | 1 457 | 1 280  | 1 607   | 2 021    |
| Divišov           |       |       |        |         | 1 758    |
| Trhový Štěpánov   | 2 536 | 1 681 | 1 406  | 1 366   | 1 401    |

Vysvětlivky k tabulce:
1. ↑  vznik moderního okresu
2. ↑  rozvoj průmyslu po druhé světové válce
3. ↑  se všemi svými 26 místními částmi; samotná Bystřice měla tehdy jen 1 207 obyv.
4. ↑  výrazný odliv obyvatel do větších měst

| Popis k 1.1.2020 | celkem | ženy   | %       | muži   | %       |
| ---------------- | ------ | ------ | ------- | ------ | ------- |
| počet obyvatel   | 99 414 | 50 209 | 50,50 % | 49 205 | 49,49 % |
| průměrný věk     | 42,5   | 43,7   |         | 41,3   |         |

- hustota zalidnění: 67,41 ob./km²
- 52,22 % obyvatel žije ve městech.

### Náboženství
Stejně jako na většině území ČR (a zvláště Čech) se většina obyvatel Podblanicka k žádné církvi nehlásí, ale přesto Podblanicko patří v rámci Čech, a především Středočeského kraje k tradičnějším a nejreligioznějším oblastem, což je dáno historicky, neboť Benešovsko bylo až do cca poloviny 20. století téměř zcela krajem zemědělským, částečnou industrializaci přinesl až komunistický režim. Religiozita Podblanicka se také projevovala (a projevuje) na volebních výsledcích, kde si tradičně nadprůměrně dobře vede KDU-ČSL. V rámci okresu je nejreligioznější oblastí jihovýchod okresu – okolí Dolních Kralovic. Jako v celé České republice je zde dominantní církví římskokatolická církev, následuje Církev československá husitská a až po ní Českobratrská církev evangelická (což je oproti celorepublikové statistice rozdíl – zde je druhá Českobratrská církev evangelická). Ostatní církve (např. pravoslavná církev) jsou zastoupeny minimálně.
Stav podle sčítání lidu z roku 2011:
| Počet obyvatel celkem                                          | 95 459 |
| Věřící, nehlásící se k žádné církvi, ni náboženské společnosti | 5 872  |
| Věřící, hlásící se k církvi či náboženské společnosti          | 14 339 |
| Církev římskokatolická                                         | 11 069 |
| Církev československá husitská                                 | 641    |
| Českobratrská církev evangelická                               | 268    |
| Církev pravoslavná v českých zemích a na Slovensku             | 75     |
| Svědkové Jehovovi                                              | 68     |
| Bez náboženské víry                                            | 28 653 |
| Náboženská víra neuvedena                                      | 46 588 |

## Osobnosti

### Rodáci

#### Duchovní
- Jan Očko z Vlašimi († 1380), biskup olomoucký, druhý arcibiskup pražský a prvý český kardinál. Důvěrník a rádce Karla IV.
- Jaroslav Ignác Šternberk (23. května 1643, Český Šternberk – 12. dubna 1709), katolický kněz, šlechtic, druhý biskup litoměřický
- Arnošt Konstantin Růžička (21. prosince 1761, Tloskov – 18. března 1845), druhý biskup českobudějovický
- Antonín Norbert Vlasák (10. ledna 1812, Vlašim – 7. prosince 1901 tamtéž), katolický kněz, spisovatel a národní buditel na Vlašimsku, autor historických a místopisných studií, kaplan ve Vlašimi, farář v Hrádku nad Blanicí
- Stanislav Novák (14. června 1917, Vlašim – 2. října 2006), katolický kněz, pedagog, teolog, profesor katechetiky a pedagogiky, kanovník vyšehradské kapituly
- Jan Balík (* 1. srpna 1965, Benešov), katolický kněz, ředitel sekce pro mládež ČBK
- Adam Trajan Benešovský (1586, Benešov – 1650), kalvínský kazatel a spisovatel
- Filip Bondy (26. února 1830, Jinošice – 12. listopadu 1907), rabín, stoupenec česko-židovského hnutí, který prosazoval češtinu jako druhý bohoslužebný jazyk vedle hebrejštiny místo němčiny, překladatel Tóry do češtiny, prvý pražský vrchní zemský rabín

#### Politici
- Ivan Bohdan Staněk (29. května 1828, Poříčí nad Sázavou – 23. května 1868), chemik, národněobrozenecký politik, básník a novinář. Poslanec za Benešov, Neveklov a Vlašim v zemském sněmu a Říšské radě (zvolen 1861)
- Servác Heller (13. května 1845, Vlašim – 2. září 1922), novinář, spisovatel a mladočeský politik, organizátor táborů lidu na Blaníku
- Luděk Jeništa (* 8. srpna 1961, Vlašim), politik, učitel, senátor za Benešovsko, poslanec, starosta Vlašimě
- Václav Krása (* 24. listopadu 1951, Benešov), politik, předseda Národní rady osob se zdravotním postižením
- Karel Šebek (11. října 1951, Benešov – 29. ledna 2015, Neveklov), politik, senátor za Benešovsko, starosta Neveklova

#### Skladatelé
- Jan Dismas Zelenka (křtěn 16. října 1679, Louňovice pod Blaníkem – 23. prosince 1745), barokní hudební skladatel, na jehož počest se každý rok koná hudební festival Podblanický hudební podzim
- Josef Suk (4. ledna 1874, Křečovice – 29. května 1935 Benešov), skladatel, houslista a pedagog období pozdního romantismu, zeť Antonína Dvořáka

#### Vojáci
- Ferdinand Čenský (29. května 1829, Čechtice – 30. ledna 1887), důstojník císařské armády, profesor českého jazyka a literatury, novinář, národní buditel
- Stanislav Čeček (13. listopadu 1886, Líšno – 29. května 1930), generál, jeden z nejvýznamnějších představitelů československých legií na Rusi

#### Spisovatelé, novináři a básníci
- Svatopluk Čech (21. února 1846, Ostředek – 23. února 1908), významný básník, prozaik, novinář a cestovatel, chodil do školy v Postupicích, Podblanicko několikrát ve svých pracích zmínil
- Karel Nový (8. prosince 1890, Benešov – 23. listopadu 1980), novinář a spisovatel

#### Vědci – historici, jazykovědci a lékaři
- Josef Petráň (23. srpna 1930, Ouběnice – 3. prosince 2017), profesor historie na Univerzitě Karlově, podblanický vlastenec, sepsal několik děl o své rodné vsi Ouběnicích: Dvacáté století v Ouběnicích, Soumrak tradičního venkova, Příběh Ouběnic v Podblanické krajině (do roku 1918) a jiné.
- František Václav Mareš (20. prosince 1922, Benešov – 3. prosince 1994 tamtéž), katolický jazykovědec, bohemista, slavista, etymolog, pedagog a autor publikací o slovanské liturgii a cyrilometodějských otázkách, roku 1968 emigroval do Rakouska a byl profesorem na Vídeňské universitě
- Petr Kubín (* 19. března 1967, Benešov), historik, zabývající se hlavně kulty svatých ve středověku, nyní působí při Ústavu dějin křesťanského umění při KTF UK
- František Jan Mošner (25. července 1797, Mrač – 3. února 1876), lékař, autor lékařské literatury, profesor chirurgie a babictví v Olomouci a později rektor tamní univerzity, městský lékař v Benešově
- Ladislav Syllaba (16. června 1868, Bystřice – 30. prosince 1930), lékař mj. T. G. Masaryka, profesor na Universitě Karlově, poslanec Revolučního národního shromáždění, syn bystřického starosty, podblanický vlastenec

#### Architekt
- Otakar Novotný (11. ledna 1880, Benešov – 4. dubna 1959), architekt, návrhář a profesor na VŠUP, jeho dílem je např. pražský Mánes

#### Sportovci
- Jan Srdínko (* 22. února 1974, Benešov), hokejista, několikanásobný mistr extraligy, pak trenér v HC Benešov
- Jaroslav Hřebík (* 16. prosince 1948, Benešov), fotbalista, později trenér, nejprve v SK Benešov, pak také ve Slavii a na Spartě

### Osobnosti spjaté s Podblanickem
- František Ferdinand d'Este (18. prosince 1863 – 28. června 1914), arcivévoda, následník rakousko-uherského trůnu, synovec císaře a krále Františka Josefa I., vlastnil panství konopišťské, které spolu s městem Benešov (mj. založil pivovar Ferdinand, který se dnes po něm jmenuje) výrazně proměnil, jeho vražda v Sarajevu se stala záminkou pro začátek prvé světové války
- Karel Drahotín Villani (23. ledna 1818 – 24. března 1883, Střížkov), šlechtic, politik a básník, významný národní buditel na Benešovsku, kde se stal několikrát poslancem v zemské radě a radě říšské, byl také benešovským okresním starostou, vlastnil statek Střížkov
- Jan Herben (* 7. května 1857 – 24. prosince 1936), politik, novinář a spisovatel. V Hostišově u Votic si roku 1901 nechal postavit domek, kam jezdil na letní byt. Kraj a jeho lidé mu poskytovali dlouhodobou literární inspiraci (kniha Hostišov).
- František Veselý (18. září 1863 – 24. září 1935), advokát, politik, ministr spravedlnosti a starosta Benešova
- Jan Baxant (* 8. října 1948), katolický kněz, 20. biskup litoměřický, dříve generální vikář českobudějovické diecése, v letech 1975 až 1983 farář v Bystřici
- Vladislav Vančura (23. června 1891 – 1. června 1942), významný spisovatel, dramatik, režisér, studoval benešovské gymnasium
- Emil Artur Longen (29. července 1885 – 24. dubna 1936, Benešov), dramatik, režisér, herec, spisovatel a malíř, studoval benešovské gymnasium, mládí strávil ve Vlašimi
- Michal Viewegh (* 31. března 1962), spisovatel, studoval benešovské gymnázium

## Seznam obcí a jejich částí

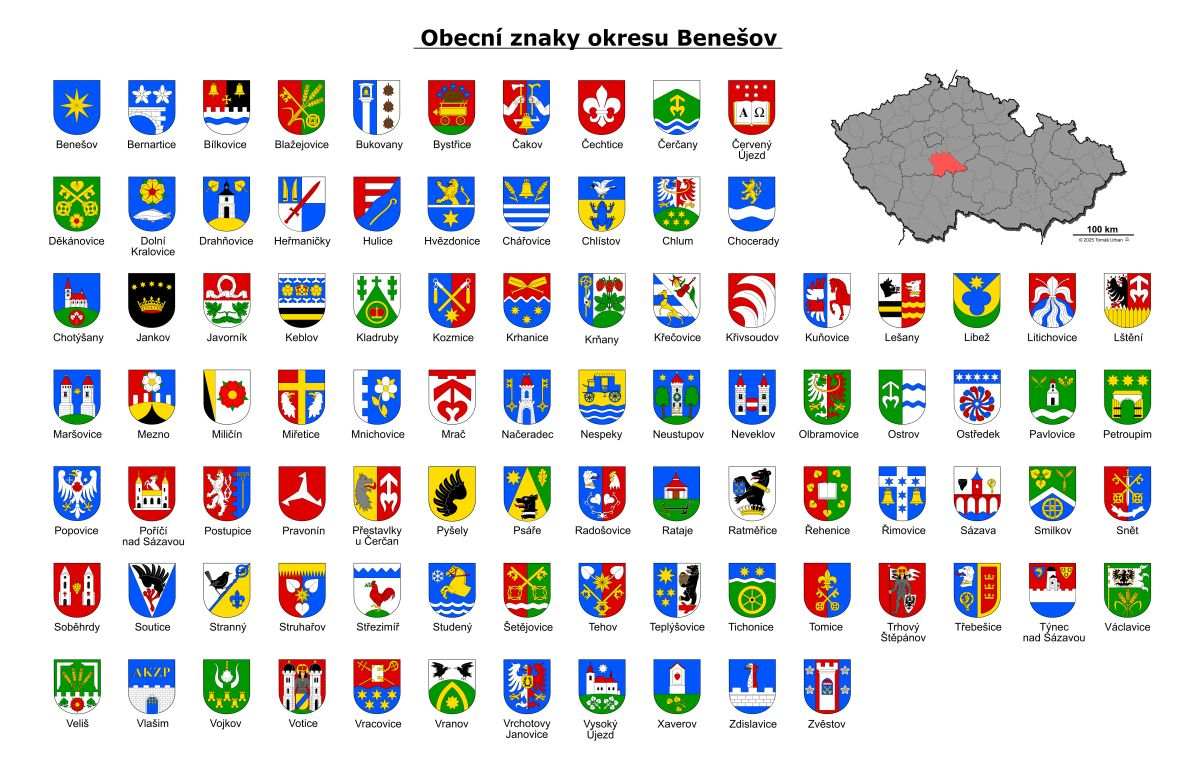
Přehled obecních znaků okresu Benešov

Města jsou uvedena tučně, městyse kurzívou, části obcí malince.
Benešov (Baba • Bedrč • Benešov • Boušice • Buková Lhota • Červený Dvůr • Dlouhé Pole • Chvojen • Konopiště • Mariánovice • Okrouhlice • Pomněnice • Radíkovice • Úročnice • Vidlákova Lhota) •
Bernartice (Borovsko) •
Bílkovice (Moravsko • Takonín) •
Blažejovice (Vítonice) •
Borovnice •
Bukovany •
Bystřice (Božkovice • Bystřice • Drachkov • Hlivín • Hůrka • Jarkovice • Jeleneč • Jinošice • Jírovice • Jiřín • Kobylí a Plchov • Líšno • Líštěnec • Mlýny • Mokrá Lhota • Nesvačily • Opřetice • Ouběnice • Petrovice • Radošovice • Semovice • Strženec • Tožice • Tvoršovice • Vojslavice • Zahořany) •
Ctiboř (Hrádek) •
Čakov (Tatouňovice • Vlkov) •
Čechtice (Černičí • Dobříkovice • Jeníkov • Krčmy • Malá Paseka • Nakvasovice • Nové Práchňany • Otročice • Palčice • Růžkovy Lhotice • Staré Práchňany • Sudislavice • Zhoř) •
Čerčany (Vysoká Lhota) •
Červený Újezd (Horní Borek • Milhostice • Nové Dvory • Styrov • Třetužel) •
Český Šternberk •
Čtyřkoly (Javorník) •
Děkanovice •
Divišov (Dalovy • Divišov • Křešice • Lbosín • Měchnov • Radonice • Šternov • Zdebuzeves) •
Dolní Kralovice (Libčice • Martinice u Dolních Kralovic • Střítež • Vraždovy Lhotice • Zahrádčice) •
Drahňovice •
Dunice •
Heřmaničky (Arnoštovice • Číšťovice • Dědkov • Durdice • Heřmaničky • Jestřebice • Jiříkovec • Jíví • Karasova Lhota • Křenovičky • Loudilka • Peklo • Velké Heřmanice) •
Hradiště •
Hulice (Rýzmburk) •
Hvězdonice •
Chářovice •
Chleby •
Chlístov (Racek • Žabovřesky) •
Chlum •
Chmelná •
Chocerady (Komorní Hrádek • Samechov • Vestec • Vlkovec) •
Choratice •
Chotýšany (Křemení • Městečko • Pařezí) •
Chrášťany (Benice • Černíkovice • Soběšovice) •
Jankov (Bedřichovice • Čečkov • Čestín • Jankov • Jankovská Lhota • Nosákov • Odlochovice • Otradovice • Pičín • Podolí) •
Javorník •
Ješetice (Báňov • Hlaváčkova Lhota • Radíč • Řikov) •
Kamberk (Hrajovice • Předbořice) •
Keblov (Sedlice) •
Kladruby •
Kondrac (Dub • Krasovice) •
Kozmice (Kácova Lhota • Rousínov) •
Krhanice (Dolní Požáry • Prosečnice) •
Krňany (Teletín • Třebsín) •
Křečovice (Brdečný • Hodětice • Hořetice • Hůrka • Krchleby • Křečovice • Lhotka • Nahoruby • Poličany • Skrýšov • Strážovice • Vlkonice • Zhorný • Živohošť) •
Křivsoudov (Jenišovice • Lhota Bubeneč) •
Kuňovice •
Lešany (Břežany • Nová Ves) •
Libež •
Litichovice •
Loket (Alberovice • Bezděkov • Brzotice • Kačerov • Loket • Němčice • Radíkovice • Všebořice) •
Louňovice pod Blaníkem (Býkovice • Mrkvová Lhota • Rejkovice • Světlá) •
Lštění (Zlenice) •
Maršovice (Bezejovice • Dlouhá Lhota • Libeč • Maršovice • Mstětice • Podmaršovice • Řehovice • Strnadice • Tikovice • Vráce • Záhoří • Zahrádka • Zaječí • Zálesí 1.díl • Zálesí 2.díl • Zderadice) •
Mezno (Lažany • Mitrovice • Stupčice • Vestec) •
Miličín (Kahlovice • Malovice • Miličín • Nasavrky • Nové Dvory • Petrovice • Reksyně • Záhoří u Miličína • Žibkov) •
Miřetice •
Mnichovice •
Mrač •
Načeradec (Daměnice • Dolní Lhota • Horní Lhota • Načeradec • Novotinky • Olešná • Pravětice • Řísnice • Slavětín • Vračkovice • Zdiměřice) •
Nespeky (Ledce • Městečko) •
Netvořice (Dunávice • Lhota • Maskovice • Radějovice • Tuchyně • Všetice) •
Neustupov (Barčov • Bořetice • Broumovice • Dolní Borek • Hojšín • Chlístov • Jiřetice • Královna • Neustupov • Podlesí • Sedlečko • Slavín • Vlčkovice • Vrchy • Záhoříčko • Zálesí • Žinice) •
Neveklov (Bělice • Blažim • Borovka • Dalešice • Doloplazy • Dubovka • Heroutice • Hůrka Kapinos • Chvojínek • Jablonná • Kožlí • Lipka • Mlékovice • Nebřich • Neštětice • Neveklov • Ouštice • Přibyšice • Radslavice • Spolí • Tloskov • Zádolí • Zárybnice) •
Olbramovice (Babice • Dvůr Semtín • Kochnov • Křešice • Mokřany • Olbramovice Městečko • Olbramovice Ves • Podolí • Radotín • Semtín • Semtínek • Slavkov • Tomice II • Veselka • Zahradnice) •
Ostrov •
Ostředek (Bělčice • Mžižovice • Ostředek • Třemošnice • Vráž) •
Pavlovice •
Petroupim (Petroupec • Sembratec) •
Popovice (Kamenná Lhota • Kondratice • Mladovice • Pazderná Lhota • Popovice • Věžníčky) •
Poříčí nad Sázavou (Hvozdec) •
Postupice (Buchov • Čelivo • Dobříčkov • Holčovice • Jemniště • Lhota Veselka • Lísek • Milovanice • Miroslav • Mokliny • Nová Ves • Postupice • Pozov • Roubíčkova Lhota • Sušice • Vrbětín) •
Pravonín (Buková • Karhule • Křížov • Lesáky • Pravonín • Tisek • Volavka) •
Přestavlky u Čerčan (Borka • Čistec • Doubravice 1.díl • Dubsko • 
Chlum) •
Psáře (Dubovka) •
Pyšely (Borová Lhota • Kovářovice • Nová Ves • Zaječice) •
Rabyně (Blaženice • Loutí • Měřín • Nedvězí • Rabyně) •
Radošovice (Lipiny u Radošovic • Onšovice) •
Rataje •
Ratměřice (Hrzín • Ratměřice • Skrýšov) •
Řehenice (Babice • Barochov • Gabrhele • Křiváček • Malešín • Řehenice • Vavřetice) •
Řimovice •
Sázava (Bělokozly • Černé Budy • Čeřenice • Dojetřice) •
Slověnice •
Smilkov (Kouty • Líštěnec • Oldřichovec • Plachova Lhota • Smilkov • Zechov) •
Snět •
Soběhrdy (Mezihoří • Phov • Soběhrdy • Žíňánky • Žíňany) •
Soutice (Černýš • Kalná) •
Stranný (Břevnice) •
Strojetice •
Struhařov (Babčice • Bořeňovice • Budkov • Býkovice • Dolní Podhájí • Hliňánky • Horní Podhájí • Jezero • Myslíč • Pecínov • Skalice • Struhařov • Střížkov • Svatý Jan • Věřice) •
Střezimíř (Bonkovice • Černotice • Dolní Dobřejov • Horní Dobřejov • Střezimíř) •
Studený (Petrova Lhota) •
Šetějovice (Dolní Rápotice • Žibřidovice) •
Tehov (Nemíž • Petříny) •
Teplýšovice (Čeňovice • Humenec • Kochánov • Teplýšovice • Zálesí) •
Tichonice (Chochol • Kácovec • Kácovská Lhota • Pelíškův Most • Soušice • Tichonice) •
Tisem •
Tomice •
Trhový Štěpánov (Dalkovice • Dubějovice • Sedmpány • Střechov nad Sázavou • Štěpánovská Lhota • Trhový Štěpánov) •
Třebešice •
Týnec nad Sázavou (Brodce • Čakovice • Chrást nad Sázavou • Krusičany • Pecerady • Podělusy • Týnec nad Sázavou • Zbořený Kostelec) •
Václavice (Vatěkov • Zbožnice) •
Veliš (Lipiny u Veliše • Nespery • Sedlečko) •
Vlašim (Bolina • Domašín • Hrazená Lhota • Nesperská Lhota • Polánka • Vlašim • Znosim) •
Vodslivy •
Vojkov (Bezmíř • Křenovice • Lhotka • Minartice • Podolí • Sledovice • Vojkov • Voračice • Zahrádka) •
Votice (Amerika • Beztahov • Bučovice • Budenín • Buchov • Hory • Hostišov • Javor • Kaliště • Košovice • Lysá • Martinice • Mladoušov • Mysletice • Nazdice • Nezdice • Otradovice • Srbice • Střelítov • Větrov • Votice • Vranov • Zdeboř) •
Vracovice (Malovidy) •
Vranov (Bezděkov • Bučina • Doubravice 2.díl • Klokočná • Mačovice • Naháč • Údolnice • Vranov • Vranovská Lhota) •
Vrchotovy Janovice (Braštice • Hůrka • Libohošť • Manělovice • Mrvice • Rudoltice • Sedlečko • Šebáňovice • Velká Lhota • Vrchotovy Janovice) •
Všechlapy •
Vysoký Újezd (Větrov) •
Xaverov •
Zdislavice •
Zvěstov (Bořkovice • Hlohov • Laby • Libouň • Ondřejovec • Otradov • Roudný • Šlapánov • Vestec • Vlastišov • Zvěstov)